# Rhipicephalus longiceps
Rhipicephalus longiceps är en fästingart som beskrevs av Warburton 1912. Rhipicephalus longiceps ingår i släktet Rhipicephalus och familjen hårda fästingar. Inga underarter finns listade i Catalogue of Life.